# Международная федерация бобслея и скелетона
Международная федерация бобслея и скелетона (англ. International Bobsleigh & Skeleton Federation, IBSF) — международная спортивная организация, объединяющая национальные федерации по бобслею и скелетону. До июня 2015 года называлась Междунаро́дная федера́ция бобсле́я и тобогга́на, ФИБТ (фр. Fédération Internationale de Bobsleigh et de Tobogganing, FIBT)

## История — федерация
Международная федерация бобслея и скелетона основана 23 ноября 1923 делегатами Великобритании, Франции и Швейцарии в присутствии представителей Канады и Соединённых Штатов на международном конгрессе в Париже. Граф Рено де ла Фрегольер был избран первым президентом федерации и оставался им в течение 37 лет.
Штаб Международной федерация бобслея и скелетона находится в Лозанне, Швейцария. Входит в Ассоциацию международных федераций зимних видов спорта.
Несмотря на то, что вскоре после образования федерации проведение соревнований по тобоггану прекратилось, упоминание тобоггана в её французском названии и наиболее распространённой аббревиатуре (FIBT) было сохранено как дань традиции. Руководящие органы федерации находятся в Лозанне, Швейцария и в Милане, Италия. На конец 2010 года членами ФИБТ являются 60 национальных федераций.
Президентов с 2010 года является бывший итальянский бобслеист Иво Ферриани.
В 2015 году сменила своё название, а также заменила французский язык использовавшийся как официальный на немецкий. Вторым официальным языком остался английский.

### Ранняя история
Первый в мире бобслейный клуб был основан в Санкт-Морице, Швейцария в 1897 году. До 1914 года соревнования проходили на естественных ледяных горках. Рост популярности этого вида спорта на зимних европейских курортах привёл к образованию 23 ноября 1923 года в Париже, Франция, Международной федерации бобслея и тобоггана. Федерация была признана Международным олимпийским комитетом, и уже на зимних ОИ 1924 года в Шамони, Франция, состоялись заезды бобслейных экипажей-четвёрок. В 1930 году в Швейцарии состоялся первый чемпионат мира под руководством ФИБТ в категории мужских четвёрок, а годом позже — в категории двоек в Оберхофе, Германия. Экипажи-двойки также дебютировали на зимних ОИ 1932 года в Лейк-Плесиде, США.
В 1935 году с ФИБТ объединилась Международная федерация санного спорта, образовав секцию санного спорта ФИБТ. В 1957 году секция санного спорта была вновь преобразована в самостоятельную Международную федерацию санного спорта.

### Перемены 1950-х и события после них
К началу 1950-х годов наметилась тенденция роста веса атлетов. Это вызвало первое изменение в правилах соревнований — введение ограничений по весу спортсменов. Это правило начало действовать на зимних ОИ 1952 года в Осло, Норвегия. С этого же времени началось регламентирование конфигурации трасс и конструкции боба из соображений соревновательности и безопасности. В 1960 году бобслей не был включён в программу Олимпиады в Скво-Вэлли, по причине слишком высокой стоимости строительства трассы. Строительство искусственно замораживаемых трасс в конце 1960-х — начале 1970-х годов привело к значительному росту скорости спуска на бобслейных трассах.
В сезоне 1984/1985 годов состоялись первые соревнования Кубка мира по бобслею. В начале 1990-х годов на бобслейных трассах появились женщины-спортсменки. Первый чемпионат мира по бобслею среди женских экипажей-двоек состоялся в 2002 году в Винтерберге, Германия, а в 2002 году состоялся дебют женских экипажей на Играх в Солт-Лейк-Сити.

## История — скелетон

### Ранняя история
Скелетон как вид спорта оформился в 1884 году в Швейцарии. В 1906 году состоялись первые соревнования за пределами Швейцарии, в Австрии. В 1926 году на Всемирном конгрессе ФИБТ в Париже, Франция, было принято решение о включении скелетона в программу зимних Олимпийских игр 1928 года в Санкт-Морице. В олимпийских заездах приняли участие тринадцать спортсменов из пяти стран. Двадцать лет спустя скелетон вновь вернулся в программу Олимпийских игр, которые прошли опять же в Санкт-Морице.

### Период забвения
В 1954 году на сессии Международного олимпийского комитета в Афинах, Греция, скелетон был исключён из олимпийской программы, его заменил санный спорт. Это привело к падению интереса к скелетону. Только в 1970 году этот вид спорта начал возрождаться вследствие строительства искусственных трасс для бобслея и открывшейся возможности использования этих трасс для скелетона.

### Возрождение и возвращение в олимпийскую программу
В 1986 году Международная федерация бобслея и скелетона начала субсидирование скелетона и учреждение тренировочных школ по всему миру с целью развития этого вида спорта. На следующий год был организован чемпионат Европы. В 1989 году состоялся чемпионат мира по скелетону, а с 2000 года в этих соревнованиях участвуют женщины.
В 1999 году на сессии МОК скелетон был возвращён в программу Олимпийских игр, соревнования состоялись на Играх 2002 года в Солт-Лейк-Сити и на последующих Олимпиадах.

## Соревнования
Международная федерация бобслея и скелетона проводит соревнования в пяти дисциплинах: бобслей с двумя людьми, бобслей с четырьмя людьми, женский бобслей, мужской скелетон и женский скелетон. В дополнение к Олимпийским зимним играм и чемпионатам мира, федерация проводит Кубок мира, межконтинентальный кубок и соревнования кубка Америки.
Женщины, которые в ранние годы бобслея занимали места в санях на соревнованиях бобслея с пятью людьми, начали официально соревноваться в гонках ФИБТ в 1998 году. Первый женский чемпионат мира бобслея был проведён в 2000 году, олимпийским видом спорта женский бобслей стал в 2002 году на Играх в Солт-Лейк-Сити.

## Президенты Федерации
| Президент                                                  | Страна        | Годы руководства                            |
| ---------------------------------------------------------- | ------------- | ------------------------------------------- |
| граф Рено де ла Фрегольер (Count Renaud de la Frégeolière) | Франция       | 1923—1960 (почётный президент до 1981 года) |
| Альмикаре Ротта (Almicare Rotta)                           | Италия        | 1960—1980                                   |
| Клаус Коттер (Klaus Kotter)                                | ФРГ, Германия | 1980—1994                                   |
| Роберт Стори (Robert H. Storey)                            | Канада        | 1994—2010                                   |
| Иво Ферриани                                               | Италия        | с 2010 года                                 |

## Список национальных федераций
| Австралия и Океания | Австралия                | Американское Самоа   | Новая Зеландия    | Самоа                            |
| Азия                | Индия                    | Ирак                 | Казахстан         | Китай                            |
| Азия                | Республика Корея         | Китайская Республика | Япония            |                                  |
| Америка             | Виргинские Острова (США) | Аргентина            | Бермуды           | Бразилия                         |
| Америка             | Венесуэла                | Канада               | Мексика           | Нидерландские Антильские острова |
| Америка             | Пуэрто-Рико              | США                  | Тринидад и Тобаго | Чили                             |
| Америка             | Ямайка                   |                      |                   |                                  |
| Африка              | ЮАР                      |                      |                   |                                  |
| Европа              | Австрия                  | Андорра              | Армения           | Бельгия                          |
| Европа              | Болгария                 | Босния и Герцеговина | Великобритания    | Венгрия                          |
| Европа              | Германия                 | Греция               | Дания             | Израиль                          |
| Европа              | Ирландия                 | Испания              | Италия            | Латвия                           |
| Европа              | Лихтенштейн              | Монако               | Нидерланды        | Норвегия                         |
| Европа              | Польша                   | Португалия           | Россия            | Румыния                          |
| Европа              | Сан-Марино               | Сербия               | Словакия          | Словения                         |
| Европа              | Украина                  | Финляндия            | Франция           | Хорватия                         |
| Европа              | Чехия                    | Швейцария            | Швеция            |                                  |